# Virgilio Mazzocchi
Virgilio Mazzocchi   (Civita Castellana, 22 de juliol de 1597 - Civita Castellana, 3 d'octubre de 1646) fou un compositor italià.
Era germà de Domenico, el qual també fou músic. Fou mestre de capella de Sant Joan del Laterà el 1628, d'on passà amb el mateix càrrec a l'església de Sant Pere del Vaticà el 1629. A Roma fundà una escola de música, on si formaren excel·lents artistes, i introduí diverses novetats en les composicions de caràcter religiós, apartant-se de la monotonia d'altres compositors que el precediren.
En unió amb de Marco Marazzoli és autor de la primera òpera còmica que s'ha escrit, titulada Chi soffre operi. D'en Mazzocchi s'imprimiren algunes composicions, entre elles dos llibres de motets (Roma, 1640), però deixà manuscrites moltes obres religioses que es troben en els arxius del Vaticà.
Un deixeble seu publicà una de les seves últimes produccions amb el títol: Virgilii Mazzochi i Vatic. Basil. Musicae praefecti psalmi vespertini binis choris conciendi (Roma, 1648).